# Béatrix Dussane
 (août 2016).
Si vous disposez d'ouvrages ou d'articles de référence ou si vous connaissez des sites web de qualité traitant du thème abordé ici, merci de compléter l'article en donnant les références utiles à sa vérifiabilité et en les liant à la section « Notes et références ».
Béatrix Dussan (connue sous le nom de Béatrix Dussane ou Béatrice Dussane), née le 9 mars 1888 dans le 5e arrondissement de Paris et morte le 3 mars 1969 dans le 14e arrondissement de Paris, est une actrice et une femme de lettres française.
Entrée à la Comédie-Française en 1903, elle en devient la 363e sociétaire en 1922 et sociétaire honoraire à partir de 1942.

## Biographie

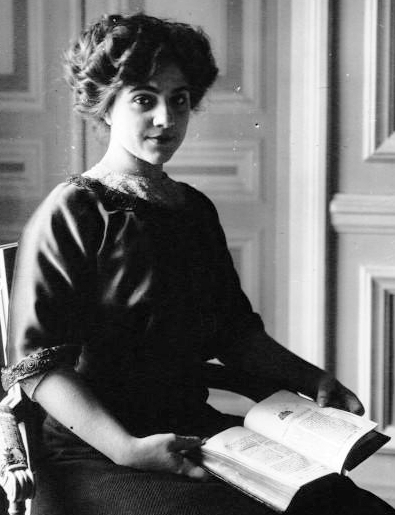
Béatrix Dussane en 1910.

Passionnée par le théâtre, Béatrix Dussane est reçue au Conservatoire d’art dramatique où elle suit les cours le mercredi et le samedi matin. Née Dussan, elle ajoute un « e » à son patronyme pour imiter la grande comédienne de l'époque Réjane (pseudonyme de Gabrielle Réju). Un premier prix de comédie classique couronne ses efforts le 22 juillet 1903. Elle est engagée aussitôt comme pensionnaire par Jules Claretie, administrateur de la Comédie-Française. Le 23 septembre, elle fait ses débuts dans Le Malade imaginaire (rôle de Toinette). Nommée sociétaire en 1922, elle siège au Comité d’administration de 1935 à 1941.
En janvier 1939, Béatrix Dussane est révoquée et mise à la retraite par arrêté ministériel de Jean Zay. Après s'être pourvue en Conseil d'État, cet arrêté est annulé pour irrégularité. Conférencière bien connue des cercles littéraires de l'Ouest, elle peut ainsi reprendre ses rôles de soubrette à la Comédie-Française, dans lesquels elle excellait. Mme Dussane est nommée sociétaire honoraire en 1942.
Nommée professeur d'une classe de d'art dramatique Conservatoire d'Art dramatique de Paris par arrêté en date du 8 novembre 1937 en remplacement de Renée du Minil, elle aura comme élèves Sophie Desmarets, Robert Hirsch, Michel Bouquet, Maria Casarès, Denise Gence, Serge Reggiani, Daniel Gélin, Gérard Oury, Michel Le Royer, Alice Sapritch, Jacques-Henri Duval, Robert Dhéry et bien d'autres.
Dès les années 1920, elle donne des conférences, collabore à différentes revues (dont La Revue française, La Revue universelle, Le Journal de la femme, La Revue hebdomadaire, Le Journal, etc.) et publie plusieurs ouvrages sur le théâtre. À partir de 1951, elle tient une chronique dans Le Mercure de France.
Vers la fin de sa carrière, elle produit des émissions radiophoniques et télévisées consacrées à l'histoire du théâtre : Au jour et aux lumières, Des chandelles aux projecteurs, Tréteaux, Racontez-moi, etc.
Elle fut très proche du poète Tristan Derème jusqu'à sa mort en 1941. Elle fut mariée à Lucien Coulond, auteur dramatique et journaliste au Gil Blas, à Comœdia et au Journal.
La salle de conférence de l'École normale supérieure de la rue d'Ulm est nommée en sa mémoire. Elle a en effet donné des cours de diction aux normaliens.
Elle est inhumée au cimetière du Père-Lachaise (95e division) avec son mari, le journaliste Edouard Helsey.

## Théâtre

### Comédie-Française
Entrée à la Comédie-Française en 1903
Sociétaire de 1922 à 1941
363e sociétaire
Sociétaire honoraire en 1942
- 1903 : Le Malade imaginaire de Molière : Toinette
- 1903 : Les Précieuses ridicules de Molière : Cathos
- 1905 : Don Quichotte de Jean Richepin d'après Miguel de Cervantes : Juana
- 1905 : Les Folies amoureuses de Jean-François Regnard : Lisette
- 1906 : Le Prétexte de Daniel Riche : Augustine
- 1906 : La Courtisane d'André Arnyvelde : Mme de Chambreuse
- 1906 : Les Mouettes de Paul Adam : Anne-Marie
- 1907 : L'Étincelle d'Édouard Pailleron : Antoinette
- 1907 : L'Amour veille de Robert de Flers et Gaston Arman de Caillavet : Christiane
- 1908 : Le Bon roi Dagobert d'André Rivoire : une novice
- 1909 : La Robe rouge d'Eugène Brieux : Bertha
- 1910 : Comme ils sont tous d'Adolphe Aderer et Armand Éphraïm : Laure
- 1911 : L'École des maris de Molière : Lisette
- 1912 : Sapho d'Alphonse Daudet et Adolphe Belot : Francine
- 1912 : Poil de carotte de Jules Renard : Annette
- 1914 : Le Prince charmant de Tristan Bernard : la nourrice
- 1920 : Juliette et Roméo d'André Rivoire d'après William Shakespeare : la nourrice
- 1921 : L'École des maris de Molière : Lisette
- 1921 : La Coupe enchantée de Jean de La Fontaine et Champmeslé : Perrette
- 1921 : Monsieur de Pourceaugnac de Molière : Nérine
- 1922 : La Comtesse d'Escarbagnas de Molière : Andrée
- 1922 : Les Fourberies de Scapin de Molière : Nérine
- 1922 : Vautrin d'Edmond Guiraud d'après Honoré de Balzac : Mme Vauquier
- 1923 : Jean de La Fontaine de Louis Geandreau et Léon Guillot de Saix : Dame Lise
- 1924 : L'École des femmes de Molière : Georgette
- 1924 : Je suis trop grand pour moi de Jean Sarment : Virginie
- 1926 : Carmosine d'Alfred de Musset, mise en scène Pierre Fresnay : Dame Paque
- 1928 : Le Quatrième de Martial Piéchaud : Brigitte
- 1933 : Monsieur Vernet de Jules Renard, mise en scène Charles Granval : Mme Vernet
- 1935 : Madame Quinze de Jean Sarment, mise en scène de l'auteur : la reine Marie Leczinska
- 1936 : Les Femmes savantes de Molière : Philaminte
- 1936 : Le Voyage à Biarritz de Jean Sarment, mise en scène de l'auteur : Mme Dodut
- 1937 : Les affaires sont les affaires d'Octave Mirbeau, mise en scène Fernand Ledoux : Mme Isidore Lechat
- 1941 : Le Misanthrope de Molière : Arsinoé

### Hors Comédie-Française
- 1947 : La Tragédie du roi Richard II de William Shakespeare, mise en scène Jean Vilar, 1er Festival d'Avignon : la duchesse d'York
- 1947 : L'Histoire de Tobie et de Sara de Paul Claudel, mise en scène Maurice Cazeneuve, 1er Festival d'Avignon : Anna
- 1951 : Jedermann de Hugo von Hofmannsthal, mise en scène Charles Gantillon, Parvis de la cathédrale Saint-Jean Lyon : la mère

## Filmographie
- 1968 : Le Franciscain de Bourges de Claude Autant-Lara : La dame élégante

## Publications
- La Comédie-Française, Paris, La Renaissance du livre, 1921 (rééd. Hachette, 1960)
- Le Comédien sans paradoxe, Paris, Plon, 1933
- Un comédien nommé Molière, Paris, Plon, 1936 (rééd. Plon, 1956)
- Sophie Arnould, la plus spirituelle des bacchantes, Paris, Albin Michel, 1938
- Mes quatre Comédies-Françaises, de Claretie à Bourdet, Paris, Le Divan, 1939
- Du nouveau sur Racine, Paris, Le Divan, 1941
- Les Vers que je dis, pourquoi ne les diriez-vous pas ?, Paris, Le Divan, 1943
- Reines de théâtre (1633-1941), Lyon, H. Lardanchet, 1944
- Notes de théâtre (1940-1950), Lyon, H. Lardanchet, 1951
- Maria Casarès, Paris, Calmann-Lévy, 1953
- Au jour et aux lumières. 1 - Premiers pas dans le temple, Paris, Calmann-Lévy, 1955
- Au jour et aux lumières. 2 - Par les fenêtres, Paris, Calmann-Lévy, 1958
- Le Théâtre, Paris, Hachette, 1958
- Cas de conscience du comédien, Paris, Fleurus, 1960
- J'étais dans la salle, Paris, Mercure de France, 1963 - Recueil de chroniques publiées entre 1951 et 1962
- Dieux des planches, Paris, Flammarion, 1964

## Hommage
- La ville de Paris a donné son nom à une rue du 15e arrondissement.